# Agastrioceras
Agastrioceras – rodzaj głowonogów z wymarłej podgromady amonitów, z rzędu Goniatitida
Żył w okresie karbonu (baszkir).